# 田口房富
田口 房富（たぐち の ふさとみ）は、平安時代初期の貴族。姓は朝臣。図書権助・田口年勝の子とする系図がある。官位は正五位下・美濃守。

## 経歴
淳和朝末の天長9年（832年）従五位下に叙爵する。
仁明朝では左衛門権佐を務め、在職中に以下の活動記録が残っている。
- 承和6年（839年）伊勢斎宮で火災が発生し官舎100余棟が焼失した際、斎内親王（久子内親王）を慰問するために派遣された[1]。
- 承和7年（840年）淳和上皇が崩御した際、鈴鹿関の固関のために伊勢国へ派遣された[2]。

承和8年（841年）従五位上に叙せられ、仁明朝末の嘉祥2年（849年）美濃守として地方官に転じる。
文徳朝の仁寿3年（853年）正五位下に叙せられる。斉衡2年（855年）推訴使として日向守・嗣岑王の元に派遣されるが、同年閏4月に兵を発した嗣岑王に殺害された。

## 官歴
『六国史』による。
- 時期不詳：正六位上
- 天長9年（832年） 正月7日：従五位下
- 承和6年（839年） 11月5日：見左衛門権佐
- 承和8年（841年） 11月20日：従五位上
- 嘉祥2年（849年） 7月9日：美濃守
- 仁寿3年（853年） 正月7日：正五位下
- 斉衡2年（855年） 閏4月：卒去（推訴使正五位下）

## 系譜
- 父：田口年勝[3]
- 母：不詳
- 妻：不詳
  - 男子：田口広樹[3]